# Línea 720 (Mar del Plata)
La Línea 720 es una línea de colectivos del Partido de General Pueyrredón perteneciente a la empresa Batán S.A. Une la intersección de Garay y Sarmiento con Batán

## Recorrido
Haciendo Click Aquí podrá consultarse el recorrido de la Línea 720.

### Recorrido 720

#### Ida
C. Los Ortiz-Avenida Presidente Perón-Calle 35-Avenida Mar del Plata-Calle 35-Calle 50-Avenida Presidente Perón-Ruta 88-Avenida Juan Bautista Justo-Avenida Lisandro de la Torre-Solís-Avenida Jacinto Peralta Ramos-Avenida Pedro Luro-Avenida Patricio Peralta Ramos-Buenos Aires-Avenida Colón-Las Heras-Garay.

#### Vuelta
Sarmiento-Avenida Patricio Peralta Ramos-Diagonal Alberdi Norte-25 de Mayo-Avenida Independencia-Avenida Juan Bautista Justo-Ruta 88-Avenida Presidente Perón-Calle 50-Calle 35-Avenida Mar del Plata-Calle 35-Avenida Presidente Perón-C. Los Ortiz.

### Recorrido 720 Colmenar

#### Ida
C. Los Ortiz-Avenida Presidente Perón-Calle 35-Avenida Mar del Plata-Calle 35-Calle 50-Avenida Presidente Perón-Calle 42-Calle 126-C. Álvarez D.F.-Ricardo Balbín-C. El Colmenar-Eva Duarte de Perón-Monte Malabrigo-Cam. San Francisco de Asia-Ruta 88-Avenida Juan Bautista Justo-Avenida Lisandro de la Torre-Solís-Avenida Jacinto Peralta Ramos-Avenida Pedro Luro-Avenida Patricio Peralta Ramos-Buenos Aires-Avenida Colón-Las Heras-Garay.

#### Vuelta
Sarmiento-Avenida Patricio Peralta Ramos-Diagonal Alberdi Norte-25 de Mayo-Avenida Independencia-Avenida Juan Bautista Justo-Ruta 88-Monte Malabrigo-Eva Duarte de Perón-C. El Colmenar-Ricardo Balbin-C. Álvarez D.F.-Calle 126-Sarmiento-Avenida Patricio Peralta Ramos-Diagonal Alberdi Norte-25 de Mayo-Avenida Independencia-Avenida Juan Bautista Justo-Ruta 88.

## Flota
| Interno:   | Carrocería: | Modelo:                  | Chasis:                 | Patente | Año  |
| ---------- | ----------- | ------------------------ | ----------------------- | ------- | ---- |
| Interno 1  | Ugarte      | Americano III            | Mercedes Benz OF1418/52 | KVO405  | 2012 |
| Interno 2  | Ugarte      | Americano II             | Mercedes Benz OF1418/52 | IML907  | 2010 |
| Interno 3  | Metalpar    | Tronador II              | Mercedes Benz OF1418/52 | MUB407  | 2013 |
| Interno 4  | Metalpar    | Tronador II              | Mercedes Benz OF1418/52 | MUB408  | 2013 |
| Interno 5  | Metalpar    | Tronador II              | Mercedes Benz OF1418/52 | POI027  | 2016 |
| Interno 6  | Nuovobus    | Menghi                   | Mercedes Benz OF1621/52 | AE462JV | 2020 |
| Interno 7  | Metalpar    | Tronador II              | Mercedes Benz OF1418/52 | POI025  | 2016 |
| Interno 8  | Metalpar    | Tronador II              | Mercedes Benz OF1418/52 | MBL984  | 2013 |
| Interno 9  | Ugarte      | Americano II             | Mercedes Benz OF1418/52 | GXZ806  | 2008 |
| Interno 10 | Ugarte      | Americano III            | Mercedes Benz OF1418/52 | MBL985  | 2013 |
| Interno 11 | Desconocido |                          |                         |         |      |
| Interno 12 | Metalpar    | Tronador III             | Mercedes Benz OF1621/52 | AC901VI | 2018 |
| Interno 13 | Metalpar    | Tronador III             | Mercedes Benz OF1621/52 | AC901VH | 2018 |
| Interno 14 | Nuovobus    | Cittá                    | Mercedes Benz OF1621/52 | AF511HD | 2022 |
| Interno 15 | Nuovobus    | Menghi                   | Mercedes Benz OF1621/52 | AE462JW | 2020 |
| Interno 16 | Nuovobus    | Cittá                    | Mercedes Benz OF1621/52 | AF511HE | 2022 |
| Interno 17 | Ugarte      | Americano II             | Mercedes Benz OF1418/52 | HTL032  | 2009 |
| Interno 18 | Ugarte      | Americano III            | Mercedes Benz OF1418/52 | JSA250  | 2011 |
| Interno 19 | Ugarte      | Americano III            | Mercedes Benz OF1418/52 | JQW329  | 2011 |
| Interno 20 | Ugarte      | Americano III            | Mercedes Benz OF1418/52 | MBL986  | 2013 |
| Interno 21 | La Favorita | Geronimo Rombola (GR) II | Mercedes Benz OF1418/52 | ORA861  | 2015 |
| Interno 22 | Metalpar    | Tronador III             | Mercedes Benz OF1621/52 | AD535GA | 2019 |
| Interno 23 | Metalpar    | Tronador III             | Mercedes Benz OF1621/52 | AD535GH | 2019 |
| Interno 24 | Metalpar    | Tronador III             | Mercedes Benz OF1621/52 | AD437AZ | 2019 |

### Datos de la flota de la línea

#### Carrocería
| Carrocería: | Cuantos son: | Internos de los coches:            |
| ----------- | ------------ | ---------------------------------- |
| Metalpar    | 10           | 3, 4, 5, 7, 8, 12, 13, 22, 23 y 24 |
| Ugarte      | 8            | 1, 2, 9, 10, 17, 18, 19 y 20       |
| Nuovobus    | 4            | 6, 14, 15 y 16                     |
| La Favorita | 1            | 21                                 |

#### Año
| Año: | Cuantos son: | Internos de los coches: |
| ---- | ------------ | ----------------------- |
| 2008 | 1            | 9                       |
| 2009 | 1            | 17                      |
| 2010 | 1            | 2                       |
| 2011 | 2            | 18 y 19                 |
| 2012 | 1            | 1                       |
| 2013 | 5            | 3, 4, 8, 10 y 20        |
| 2015 | 1            | 21                      |
| 2016 | 2            | 5, 7                    |
| 2018 | 2            | 12 y 13                 |
| 2019 | 3            | 22, 23 y 24             |
| 2020 | 2            | 6 y 15                  |
| 2022 | 2            | 14 y 16                 |

Promedio de la línea: 6,7826086956521739130434782609 años